# خورشیدگرفتگی ۳۱ ژوئیه ۲۰۰۰
خورشیدگرفتگی ۳۱ ژوئیه ۲۰۰۰ (به انگلیسی: Solar eclipse of July 31, 2000) یک خورشیدگرفتگی از نوع خورشیدگرفتگی جزئی است. این خورشیدگرفتگی در تاریخ ۳۱ ژوئیه ۲۰۰۰ میلادی (‎۱۰ مرداد ۱۳۷۹ خورشیدی) روی داد که زمان اوج آن، ساعت ۲:۱۴:۰۸ به‌وقت ساعت هماهنگ جهانی بوده‌است.